# ویزا دبیت
ویزا دبیت (انگلیسی: Visa Debit) شرکت خدمات مالی آمریکایی است، که در سال ۱۹۸۲ تأسیس شد.